# 法理独立
法理独立（ほうりどくりつ）とは、中華民国（台湾）において蔣介石率いる中国国民党政権が、台湾住民による国政選挙の実施などの要求を拒否する際、非難の意味を込めて用いた概念である。実質的に法理独立は、中華民国の台湾化とほぼ等しい。「法理独立」に対置されるのは、後述する「法統」の維持・継承である。
ただし、法理独立は、台湾独立運動の法的理論である台湾地位未定論と必ずしも一致しない。台湾地位未定論は、台湾が中華民国の領土ではなく、不法に接収されたと主張している。そのため、中華民国は金門島・馬祖島以外に領土を持たない亡命政権あるいは外来政権と定義される。一方、法理独立は中華民国がその支配地域を台湾を中心とする島嶼に限定することを主張しつつ、その主権国家としての地位を否定しない。とはいえ、二つの考え方は、結果として台湾の民主化と台湾国家の重要性に価値を見いだす点では一致しており、同一人物が異なる時代や場面において使い分けている事例も多い。

## 中国国民党の独裁と「法統」
戦後の台湾では、1987年まで長年にわたって戒厳令が敷かれてきた。その間、国民党政権の中華民国政府は「中国の正統政府」を自任し、台湾に独裁政治を敷いた。蔣介石政権は中国大陸への反攻を目指していたため、台湾をそのための軍事基地とみなし、民主化と台湾住民のための政治を拒否した。
それを正当化するため、台湾は中華民国領土の一部に過ぎず、中華民国の国会（国民大会、立法院、監察院）を台湾住民のみによる投票で改選することはできないと主張した。また、人権や民主主義を蹂躙する一方で、形式的には中華民国憲法が施行され続けていること（憲政）を喧伝した。万年国会（統治権を失った中国大陸で選挙されて以来その後改選されない）と中華民国憲法（ただし戒厳令と憲法に追加された動員戡乱時期臨時条款により骨抜きになっていた）による“正統性”が、国民党政権のいう「法統」であった。こうした理屈により、台湾住民による民主化要求を「法理独立」と決め付け、国家反逆罪として弾圧したのである。
しかし、外省人知識人には、公然と「法統」を批判し、法理独立を公に主張した者もいる。自由中国を発刊した雷震は、中国民主党の結成を図ったため投獄されたが、釈放後に「中華台湾民主国」への国号改称を主張している。また、彼とともに自由中国にかかわり、後に民主進歩党（民進党）創設者の一人となった傅正も同様の主張をしている。

## 李登輝政権による憲政改革
李登輝政権は1990年より憲政改革を始め、1991年には11条からなる中華民国憲法増修条文を制定して動員戡乱時期臨時条款を廃止した。憲法増修条文は「統一前の需要により制定した」と、法理独立ではない事を断っている。しかし、蔣介石時代の定義によれば、憲法増修条項も「法統」を危うくする法理独立に相当するといわざるを得ない。以後、6回（増修条文制定も含めれば7回）の憲法改正が行われ、台湾住民による台湾住民のための民主化という、法理独立に相当する要求が徐々に実現していった。国会選挙の実施だけではなく、従来は国民大会において行われてきた総統選挙も1996年以後、直接選挙により行われている。
また、李登輝は総統時代に、「中華民国在台湾」や「台湾中華民国」、外省人も含めた「新台湾人」といった概念を唱え、中華民国の台湾化を喧伝した。この時期に教育を受けあるいは選挙権を得た世代は、それ以前の世代のような中華民国からの疎外感を持たない者が多い。ただし、退任後の李登輝は特に台湾団結連盟を結成した後、「自分は偽中華民国総統だったが、中華民国はずっと前に消滅した国家だ」と発言し、台湾建国の必要性を唱えるなど在任中と異なる主張をしている。

## 近年の「法理独立」批判
本来の定義から言えば、中華民国の台湾化である法理独立は既に達成されたように思われる。しかし、現在でも時々、台湾の泛藍連盟の一部や中華人民共和国が「法理独立」という言葉を用いて、対立する泛緑連盟（台湾本土派や独立派）を非難することがある。李登輝総統による1999年の二国論や陳水扁総統による2002年の一辺一国発言について、中華人民共和国政府はそれらを憲法に規定すれば法理独立に当たり、武力行使もありうると批判した。また、2005年の憲法改正では、国民大会廃止とそれに伴う憲法改正の承認手続きを公民投票で行うことが決まった。その際、親民党や張亜中台湾大学教授率いる民主聯盟は、これを法理独立として非難している。また、陳水扁政権は、中華民国憲法の本文そのものを改正する必要性を主張し、これを「新憲法制定」と喧伝し、表面的な独立色を出している。ただし実際には憲法の全面的改正でしかない。泛藍連盟には、これを法理独立として非難する者もいる。